# ライカ同盟
ライカ同盟（ライカどうめい）とは
- 赤瀬川原平が尾辻克彦名義で執筆した私小説。およびその短編を含む作品集。
- 赤瀬川原平、高梨豊、秋山祐徳太子の3人によって結成された、ライカを中心としたメカニカルカメラを愛する集団。

## 私小説
中古カメラの愛好、収集者として名高い著者が、中古カメラ中毒という病気に見立てて、感染初期からの病状を記し闘病記風に記したエッセイ、私小説。天体観測小説3編も収録されている。
- 講談社版 (1994年9月) ISBN 978-4062072151　尾辻克彦名義
- 筑摩書房版（ちくま文庫） (1999年6月) ISBN 978-4480034816 赤瀬川原平名義

## 集団
ライカ同盟は赤瀬川原平、高梨豊、秋山祐徳太子の3人によって結成された同盟。ライカ製カメラを持って、いろいろな町で写真を撮影するという活動を行なう。

### 写真集
- ライカ同盟NAGOYA大写撃! 風媒社 (1996年6月) ISBN 978-4833130882
- ライカ同盟パリ開放 アルファベータ (2001年7月) ISBN 978-4871984737
- ライカ同盟東京涸井戸鏡(カレイドスコープ) アルファベータ (2004年04月) ISBN 978-4871985307

## 偽ライカ同盟
もともとライカ同盟が3名の定員を設けていたため、入りたくても許されなかったライカファンの田中長徳、坂崎幸之助（THE ALFEE）らが人数制限のないユーザクラブとして結成した集団。真のライカ同盟とは特に確執などはない。
- 偽ライカ同盟入門 原書房 (2005年3月) ISBN 978-4562037643

### 偽ライカ同盟の主なメンバー
- 田中長徳（偽ライカ同盟・特攻隊長）
- 坂崎幸之助（偽ライカ同盟広報宣伝部代表代行）
- 片岡義男（偽ライカ同盟会長）
- 東儀秀樹（偽ライカ同盟青年部代表）
- なぎら健壱
- 福田和也
- 黒田慶樹